# Marauder
Marauder es, o era, un proyecto de investigación del gobierno de los Estados Unidos. Es un acrónimo de Magnetically Accelerated Ring to Achieve Ultra-high Directed Energy and Radiation (en español, Anillo magnético acelerado para lograr energía dirigida ultra-alta y radiación). Se documentó por primera vez el 1 de agosto de 1993.
El objetivo parece ser disparar un toroide de 1 metro de diámetro de plasma contenido magnéticamente. Los toroides se comportan de manera similar a los reactores de plasma Spheromak. El proyecto de 1993 parecía estar en los primeros estados experimentales. El arma fue capaz de producir anillos de plasma y bolas de rayos que explotan con efectos devastadores cuando alcanzan su objetivo. El éxito inicial del proyecto lo llevó a ser clasificado y no hay más datos disponibles de como se desarrolló después de 1993.